# Cornelia Günther
Cornelia Günther (verheiratete Cornelia Mayer) (* 22. Oktober 1969 in Göttingen) ist eine ehemalige deutsche Basketballspielerin.

## Laufbahn
Günther stieg 1988 mit der BG 74 Göttingen in die 1. Damen-Basketball-Bundesliga auf. Als Neuling im Oberhaus verpasste sie mit den „Veilchen“ aber den Klassenerhalt.
Sie schaffte 1992 mit dem VfL Marburg ebenfalls den Bundesliga-Aufstieg. Günther erzielte im ersten Saisonspiele 1992/93 den ersten Korb für den Bundesliga-Neuling. 1993 zog sie mit dem VfL ins Endspiel um den DBB-Pokal ein, unterlag dort jedoch. Im Spieljahr 1993/94 nahm sie mit Marburg am europäischen Vereinswettbewerb Ronchetti Cup teil. Die für ihre Treffsicherheit beim Dreipunktwurf bekannte Günther wechselte im Vorfeld der Saison 1994/95 innerhalb der Bundesliga nach Aschaffenburg. Mit Aschaffenburg wurde sie 1996 und 1997 jeweils deutsche Vizemeisterin und Vizepokalsiegerin. Sie trat mit Aschaffenburg 1995/96 auch im Europapokal Ronchetti Cup und 1996/97 in der Euroleague an.
In der Saison 2002/03 gelang ihr (mittlerweile als Cornelia Mayer) mit der BG 74 Göttingen wieder der Bundesliga-Aufstieg. Mayer nahm später mit der BG 74 an Seniorenwettkämpfen teil. Sie ist die Patentante von Finja Schaake.